# ソーリル・ヨハン・ヘルガソン
ソーリル・ヨハン・ヘルガソン（Thórir Jóhann Helgason、2000年9月28日 - ）は、アイスランド・ハフナルフィヨルズゥル出身のサッカー選手。アイスランド代表。イタリア・セリエA・USレッチェ所属。ポジションはMF。

## クラブ経歴
2017年に地元ハフナルフィヨルズゥルのクラブチームでデビューし、翌年FHハフナルフィヨルズゥルに移籍。移籍第1戦の9月2日のKRレイキャヴィーク戦でプロ初ゴールを記録。翌2019年シーズン以降出場機会が増え、2020年シーズンは18試合2ゴールを記録した。
2021年7月15日、USレッチェと契約したことが発表された。
2023年8月31日、アイントラハト・ブラウンシュヴァイクに1年間の期限付き移籍で加入した。

## 代表経歴
2017年から各ユース世代のアイスランド代表に随時招集。2021年はUEFA U-21欧州選手権2021に出場。5月にはフル代表に初招集。30日のメキシコ戦でフル代表デビューを果たした。